# Herb gminy Czyże
Herb gminy Czyże – symbol gminy Czyże, ustanowiony 27 września 1990.

## Wygląd i symbolika
Herb przedstawia na tarczy dwudzielnej w słup w polu prawym złotym wizerunek czyżyka, w polu lewym zielonym trzy kłose złote w słup. Wizerunek czyża stanowi nawiązanie do nazwy gminy. Kłosy zboża umieszczono w herbie po to, by podkreślić rolniczy charakter tego obszaru.